# Oxyrhachis nupta
Oxyrhachis nupta är en insektsart som beskrevs av Capener 1962. Oxyrhachis nupta ingår i släktet Oxyrhachis och familjen hornstritar. Inga underarter finns listade i Catalogue of Life.